# Antoni Żyszkiewicz
Antoni Żyszkiewicz (ur. 1807 w Grodnie, zm. 22 marca 1856 w Warszawie) — cenzor, encyklopedysta, literat.

## Życiorys
Urodził się w 1807 w Grodnie. Studiował w Cesarskim Uniwersytecie Wileńskim na wydziale fizyczno-matematycznym gdzie w 1825 otrzymał stopień kandydata filozofii i w dwa lata później magistra filozofii.
Uczył matematyki i fizyki w Szkole Wyższej Niemirowskiej na Podolu. Następnie tychże przedmiotów nauczał w gimnazjum w Świsłoczy.
W 1837 przeniósł się do Warszawy i został adiunktem dyrektora Gabinetów Historii Naturalnej Warszawskiego Okręgu Naukowego. Był również członkiem Warszawskiego Komitetu Cenzury, oraz asesorem kolegialnym i został odznaczony Znakiem Nieskazitelnej służby za lat 20.
Był autorem haseł do "Encyklopedii Powszechnej" oraz pisał do "Magazynu Powszechnego" i "Magazynu dla dzieci". W "Gazecie Warszawskiej" prowadził rubrykę "Gawędy naukowe" gdzie zamieszczał artykuły na tematy przyrodnicze. Od 1841 był redaktorem "Pamiętnika Religijno-Moralnego". Przygotował i wydał w Warszawie w 1852 "Świat zastosowany do pojęcia młodzieży" nakładem i drukiem Jana Glücksberga.
Zmarł 22 marca 1856 w Warszawie i pochowany został na cmentarzu powązkowskim. Przyjaciele postawili mu pomnik według rysunku Bolesława Podczaszyńskiego, i wykonany przez znanego rzeźbiarza Józefa Manzla.